# Power Pro Wrestling
Power Pro Wrestling - нині не діюча федерація професійного реслінґу, якою керував Ренді Гейлз. Головні штаб-квартири - місто Мемфіс, штат Теннессі, США. Певний час федерація була пов'язана з Memphis Championship Wrestling та World Wrestling Federation. Головний напрям роботи - підготовка молодих талантів (на арені PPW виступали Курт Енґл та Метт Блум).

## Відомі борці
- Курт Енґл
- Метт Блум
- Джеррі Лоулер
- Скеля